# Markus Eisenbichler
Markus Eisenbichler, född 3 april 1991, är en   tysk backhoppare som debuterade i världscupen i december 2011.
Eisenbichler slutade 10:a i den stora backen vid VM i Falun 2015. Vid VM i Lahtis 2017 vann han brons i normalbacke och ingick i laget som tog guld i mixtävlingen. Vid VM i Innsbruck/Seefeld 2019 tog han ett individuellt guld i storbacke.
I mars 2025 meddelade Eisenbichler att han avslutar idrottskarriären efter säsongen.